# 2011 QF99
2011 QF99 är den först upptäckta trojanska asteroiden i Uranus omloppsbana. Med antagandet att objektet har en albedo på 0,05 beräknar man att den är 60 km i diameter.
2011 QF99 har sin omloppsbana i anslutning till Uranus Lagrangepunkt L4 som ligger 60° framför Uranus. Omloppsbanan för Uranus trojanska asteroider anses generellt vara instabila och ingen småplanet anses ha funnits kvar där sedan solsystemet formades. 2011 QF99 beräknas komma att stanna kvar som trojansk asteroid i 77 000 år, varefter den kommer att fortsätta dela omloppsbana med Uranus i ytterligare en miljon år, varefter den övergår till att få en mer centaurlik omloppsbana.
Man beräknar att cirka 0,4 % av alla småplaneter som befinner sig i anslutning till Uranus omloppsbana kommer att fångas in och dela omloppsbana med Uranus. 26 % av dessa kommer också att under en tid att vara trojanska asteroider.